# Røros
Røros (/²røːru(ː)s/ⓘ en sami meridional: Rossen tjïelte) es un municipio de la provincia de Trøndelag, en Noruega. Cuenta con una población de 5593 habitantes según el censo de 2015.
El municipio fue establecido el 1 de enero de 1838. El 1 de enero de 1926 se dividió en cuatro municipios (Røros, Røros landsogn, Brekken y Glåmos), pero fue reunificado el 1 de enero de 1964.

## Etimología
El nombre de la localidad procede de la antigua granja Røros (Røraas hacia 1530), alrededor de la cual creció la ciudad. Røros significa «desembocadura del Røa», ya que en ese lugar el río Røa desemboca en el Glomma.

## Historia
Røros es conocida por sus minas de cobre, que comenzaron a explotarse en el siglo XVII, al igual que las de plata de Kongsberg.
Completamente reconstruida tras su destrucción por las tropas suecas en 1679, la ciudad posee más de ochenta casas de madera, casi todas rodeadas de un patio. Muchas han conservado la fachada de madera muy oscura, lo que da a la ciudad un aspecto medieval.
Røros y sus habitantes se hicieron célebres en Noruega a principios del siglo XX gracias a los relatos del escritor Johan Falkberget sobre la dura vida de los mineros.

## Geografía
Røros está situado en una meseta boscosa a unos 650 m s. n. m., poblada por abedules y algunos pinos.
El mayor lago del municipio es el Aursund, donde nace el río Glomma. El extremo norte del lago Femund se encuentra dentro del término municipal de Røros. Ambos lagos son muy apropiados para la práctica del piragüismo y la pesca.

### Clima
El clima de Røros es subártico. Las precipitaciones medias anuales son de sólo 500 mm; el período más seco va de febrero a mayo. La temperatura media en el mes de enero es de −11.2 °C, sin embargo, en Røros se ha registrado la temperatura más baja al sur del Finnmark, con −50.4 °C a principios de enero de 1914. Como los inviernos son fríos y estables, las condiciones para el esquí suelen ser excelentes, y son óptimas entre febrero y abril, cuando el sol está más alto y los días duran más que en invierno. La temperatura media de julio es de 11.4 °C, en verano, los días son agradables, pero las noches pueden ser gélidas.

## Cultura
Røros fue declarada Patrimonio de la Humanidad por la Unesco en 1980, siendo ampliada en 2010 más allá de la ciudad hacia la Circunferencia, zona de privilegio real otorgado a la explotación minera por la Corona danesa y noruega en 1646.
Durante el invierno, a finales de febrero, se celebra un mercado tradicional llamado Rørosmartnan, con una afluencia de decenas de miles de turistas. 
Desde 1994, una representación musical al aire libre conmemora la tragedia de los soldados muertos de frío en las montañas del noroeste de Røros en 1718, durante la Gran Guerra del Norte.

## Comunicaciones
La línea de ferrocarril denominada Rørosbanen comunica la ciudad con Hamar, Trondheim y Elverum.
El aeropuerto de Røros tiene vuelos regulares a Oslo.
La carretera Rv 30 se dirige a Tynset, en el sur, y, por el noroeste, a través del valle del Gaula, a Trondheim. La carretera Rv 705 conduce al norte, a Selbu y Stjørdal, y la carretera Rv 31 al este, a Suecia.